# (2002) Эйлер
(2002) Эйлер (лат. Euler) — небольшой астероид главного пояса, около 17 километров в диаметре, который был открыт 29 августа 1973 года российским астрономом Тамарой Смирновой в Крымской астрофизической обсерватории в Научном и назван в честь швейцарского, немецкого и российского математика, физика и астронома Леонарда Эйлера (1707—1783). Эйлер провел большую часть своей жизни в Санкт-Петербурге и был связан с российской академией наук. Астероид делает полный оборот вокруг своей оси за 6 часов.

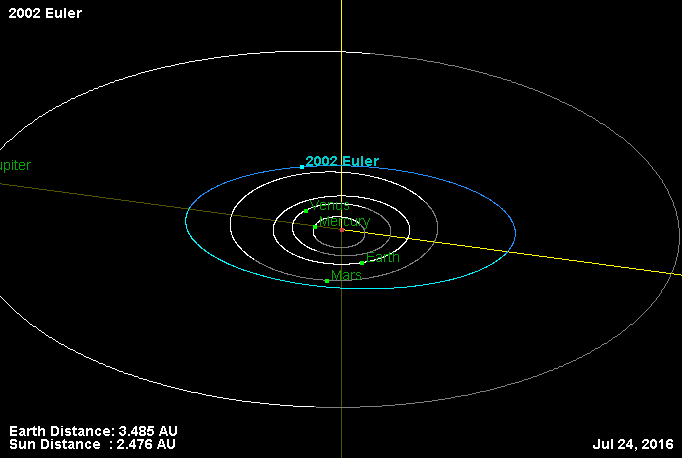
Орбита астероида Эйлер и его положение в Солнечной системе